# Jean Jacques de Choziba
Jean Jacques (le Nouveau) de Choziba (en roumain : Ioan Iacob cel Nou de la Hozeva ou  Hozevitul), né le 23 juillet 1913 dans le village de Crăiniceni, mort le 5 août 1960 au monastère Saint Jean et Saint Georges de Choziba (en), est un moine roumain, saint de l'Église orthodoxe. Ses poèmes apocalyptiques, mais aussi anticommunistes et antisémites sont souvent cités dans les milieux néofascistes roumains.